# 新疆阿勒泰科克苏湿地国家级自然保护区
新疆阿勒泰科克苏湿地国家级自然保护区是位于中华人民共和国新疆维吾尔自治区阿勒泰地区阿勒泰市西南部的国家级自然保护区，主要保护对象为科克苏湿地生态系统及珍稀濒危野生动植物，面积超过306平方千米。

## 地理
新疆阿勒泰科克苏湿地国家级自然保护区位于中华人民共和国新疆维吾尔自治区阿勒泰地区阿勒泰市西南部。地理上新疆阿勒泰科克苏湿地国家级自然保护区位于阿尔泰山南部，准噶尔盆地北部边缘的一处南东-北西走向的狭长荒漠平原之中。保护区东西长近24千米，南北宽超过20千米，保护区总面积306.67平方千米。保护区平均海拔490米，是阿勒泰地区最低凹的地区。新疆阿勒泰科克苏湿地国家级自然保护区年均气温4摄氏度，极高气温39.5摄氏度，极低气温-46.7摄氏度。因为阿尔泰山的阻拦，来自大西洋的水汽难以抵达，又因为准噶尔盆地气候较为干旱，使得保护区内的年均降水量不足113毫米，年均蒸发量则达2000毫米。
在额尔齐斯河与克兰河的共同作用下，逐渐形成了科克苏湿地。额尔齐斯河从湿地南侧由东向西横穿而过，额尔齐斯河的支流克兰河则分叉散失于科克苏湿地的北部，失去主河道的河水开始漫流，形成沼泽，在靠近额尔齐斯河的地方又开始汇流，最终汇入额尔齐斯河。每年春季，雪水融化会导致额尔齐斯河暴涨，形成洪水的雪融水在克兰河的汇入处开始倒灌入科克苏湿地，致使湿地水域面积会迅速增大。科克苏湿地是阿勒泰草原面积最大的湿地。两条河使得科克苏湿地内存在有多处沼泽、滩地和盐碱滩等不同湿地类型。而湿地保护区内的地形变化使得土壤水分形成梯度，棕钙土、草甸土、风沙土和沼泽土呈斑块状交替分布在于湿地内，也使得保护区内有荒漠、草原、草甸、沼泽、森林等多种景观以及复杂的植被类型。多样的生态环境也成为多种野生动物的栖息地。

## 动植物
新疆阿勒泰科克苏湿地国家级自然保护区中有65科259属551种维管植物，其中3科3属8种蕨类植物，1科1属5种裸子植物，61科255属538种被子植物。被子植物中又包括47科196属424种双子叶植物和14科59属114种（包括变种和亚种）的单子叶植物。保护区内植物优势科包括菊科、禾本科、藜科、莎草科、蓼科、毛茛科、十字花科、豆科、唇形科和杨柳科。单种属是构成科克苏湿地植物区系属的主体，有盐角草属在内的141属区域单种属，保护区内仅蒿属拥有16种且数量并不多。以生活型区分保护区内的维管植物，地下芽植物具有优势度，其次为一年生植物，其他类型占比较少。以植物区系区分的话，保护区内以北温带分布为主，旧世界温带、地中海区、西亚至中亚分布占比同样较高。有一些野生植物是仅分布于科克苏湿地中的特有种，如布尔津柳、阿勒泰菱角、阿尔泰山楂等。
因为新疆阿勒泰科克苏湿地国家级自然保护区植被种类丰富，为野生动物提供良好的栖息地。保护区内存在有14目36科183种鸟类，6目13科36种（亚种）哺乳动物，5目8科22种鱼类，1目3科12种爬行动物和1目1科1种两栖动物。保护区内存在有如红点锦蛇、白鹭为代表的温带沼泽动物群，云雀、蒙古兔为代表的温带荒漠草原动物群以及戴胜、紫貂为代表的温带森林动物群。鸟类占保护区内脊椎动物的优势，由隼形目、鸻形目、雁形目等构成。以居留型而言，一半以上的鸟为夏候鸟，近四分之一为留鸟，剩下由旅鸟和冬候鸟构成。保护区鸟类生物区系是典型的古北界动物区系，科、属较多，种类较少。保护区内被列为中华人民共和国《国家重点保护野生动物名录》I级保护动物的动物有9种，分别是紫貂、黑鹳、大鸨、小鸨、波斑鸨、金雕、白肩雕、玉带海雕和胡兀鹫，II级保护动物有雪兔、猞猁、鹅喉羚、白鹈鹕、大天鹅、白头鹞、猎隼、灰背隼、红隼等39种，被列入《“三有”保护动物名录》的野生动物有126种，包括绿蟾蜍、大耳猬、大山雀等。
新疆阿勒泰科克苏湿地国家级自然保护区内被统计到的昆虫包括8目66科238种，包括鳞翅目、鞘翅目、半翅目、同翅目、膜翅目等。中小型科是保护区昆虫区系种类的主体。另外，保护区内经过统计的大型真菌有14种31科，既有牛肝菌等食用菌，也有墨汁鬼伞等药等用菌。

## 保护
人类活动以及气候变化影响着科克苏湿地的生态环境。水利工程的兴建、开荒造田、超载放牧、对野生动植物的乱捕滥挖等人类活动加上干旱使湿地开始出现荒漠化。同时让生活在科克苏湿地的部分动植物面临灭绝的风险，其中包括生长在湿地中的盐桦、额河蓼、雪白睡莲和阿勒泰菱角等植物。鸟类和鱼类的数量也在持续下降。2001年，新疆维吾尔自治区人民政府正式建立阿勒泰科克苏湿地自然保护区，保护区由新疆维吾尔自治区林业部门管理。2017年，中华人民共和国国务院将阿勒泰科克苏湿地保护区升级为国家级自然保护区。科克苏湿地生态保护与恢复项目工程于2007年正式启动，该工程通过修建拦河闸，采用春季引洪补水和跨流域补水的方式对科克苏湿地进行补充灌溉。到2010年时，科克苏湿地产草量有所增长。2006年生态移民项目也开始实施，湿地生活牧民开始分批迁出湿地保护区核心区。2021年9月，260余户生活在保护区核心区的农牧民迁至新建成的安置房中。